# پولیدور ورژیل
پولیدور ورژیل (ایتالیایی: Polydore Vergil؛ حوالی ۱۴۷۰ – ۱۸ آوریل ۱۵۵۵) یک تاریخ‌نگار و نویسنده بود. ورژیل یک محقق ایتالیایی بود که مدتی هم دیپلمات بود. وی اغلب عمر خودش را در انگلستان سپری کرد. عمده شهرت وی به دلیل نگارش کتاب ضرب‌المثل (۱۴۹۸) می‌باشد که مجموعه‌ای از ضرب‌المثل‌های لاتینی می‌باشد. کتاب دیگر و مشهور وی تاریخچه انگلیسی که در تاریخ ۱۵۱۳ نوشته و در تاریخ ۱۵۳۴ چاپ گردید؛ این کتاب اخیر به تاریخ نفوذ انگلستان می‌پردازد. ورژیل به لقب پدر تاریخ انگلستان مشهور می‌باشد.